# Моркант Фулх
Моркант Фулх (Моркант ап Кінгар; валл. Morgan Fwlch, Morgan ab Cyngar; 540 — ок. 586) — король Брінейху (до 547 року) і король Гододіну (бл. 560 — бл. 586); син Кінгара Брінейхського і племінник Брана Старого. Його епітет — «Fwlch» — з валлійської мови перекладається як «Розрив».

## Біографія
Моркант був ще зовсім юним, коли померли його батько і дядько. У 547 році вождь англосаксів Іда, скинув Морканта з престолу і сам став правити в Брінейху перейменувавши його в Берніцію.
Мабуть, Моркант був виселений в сусідній Гододін, коли там правив Гавейн. Після того, як Гавейн зрікся престолу, його місце зайняв Моркант. Ймовірно, Морканту вдавалося перемагати Глаппу і Адду, королів Берніції, але повернути свою вотчину йому так і не вдалося.
У 570-х роках він брав участь в коаліції бриттських королів, в яку також входили Уріен Регедський, Рідерх Стратклайдський, Гваллог Елметський, Дінод Товстий і Сауїл Зарозумілий (королівство Пік). Союзники разом розбили англосаксів у битвах при Гвен Істраді та при Беруїні. Пізніше до коаліції увійшли ірландці Ульстеру і Дал Ріади, які допомогли осадити і захопити столицю Берніції Бамборо. Ці землі, на які претендував Моркант, перейшли під управління Уріена. Почалася облога Ліндісфарна, куди втекли останні англосакси. Під час облоги, ображений на Уріена, Моркант підіслав до нього вбивцю — Ллована Однорукого — який і вбив Уріена. Союз бриттів розпався, і англосакси перейшли в наступ.
Моркант підтримувався Дінодом і Сауілом. Незабаром Моркант був убитий сином Уріена Оуеном. Син Морканта Коледог був тоді ще дитиною.